# Označevalec pripadnosti
Označevalec pripadnosti (CD, angl. Cluster of Differentiation ali Designation) je oznaka za monoklonska protitelesa, s katerimi se dokazujejo določene značilne molekule belih krvnih celic. Gre za tarčne molekule pri fenotipizaciji teh celic. Fiziološko lahko molekule CD delujejo na različne načine, pogosto imajo vlogo receptorjev ali ligandov (molekula, ki aktivira receptor). Po navadi sprožijo kaskadne reakcije in s tem spremenijo obnašanje celice (glej celično signaliziranje), nekatere molekule CD pa imajo druge funkcije, na primer celično adhezijo. Oštevilčeni so s številkami od 1 navzgor.

## Poimenovanje
Nomenklaturo CD so predlagali in sprejeli na prvi Mednarodni delavnici in konferenci o humanih levkocitnih diferenciacijskih antigenih leta 1982 v Parizu. Gre za t. i. sistem CD, ki predstavlja sistemizirano poimenovanje protiteles, ki reagirajo z istim ali podobnim antigenom, značilnim predvsem za celice krvi, kostnega mozga in limfatičnega tkiva; antigeni so označeni s CD in s tekočimi številkami od 1 navzgor. Sistem je bil enotnemu razvrščanju številnih monoklonskih protiteles, razvitih v različnih laboratorijih, ki se vežejo na določen epitop površinskih molekul celic. Sprva je sistem zajemal razvrščanje belih krvničk, kasneje pa se je razširil tudi na druge vrste celic. Doslej so prepoznali več kot 320 takih označevalcev pripadnosti. Določeni površinski molekuli celice se podeli število CD, če se nanjo vežeta 2 specifični monoklonski protitelesi. Če označevalec ni dobro okarakteriziran ali če se nanj specifično veže le eno monoklonsko protitelo, se mu po navadi dodeli začasni označevalnik "w", na primer "CDw186".
Celične populaciji pogosto označujejo tudi z znakoma + ali –, s čimer se izrazi, ali ta popelacija izkazuje dotični označevalec pripadnosti ali ne. Na primer, celica "CD34+, CD31-" izkazuje CD34, a ne CD31. Na tak način se pogosto označijo matične celice. Nekatere celične populacije vsebujejo tudi oznake hi, mid ali low, kar kaže na splošno variabilnost izražanja označevalcev pripadnosti.

## Imunofenotipizacija
Sistem CD se na splošno uporablja za celične označevalce pri imunofenotipizaciji in s tem se opredeli, katere molekule so prisotne na celični površini. Pogosto se označevalci pripadnosti uporabljajo za označevanje celic z določeno funkcijo v imunskem sistemu. 
| Vrsta celice            | Označevalci pripadnosti       |
| Matične celice          | CD34+, CD31-                  |
| Vse skupine levkocitov  | CD45+                         |
| Granulociti             | CD45+, CD15+                  |
| Monociti                | CD45+, CD14+                  |
| Limfociti T             | CD45+, CD3+                   |
| Celice T pomagalke      | CD45+, CD3+, CD4+             |
| Citotoksične celice T   | CD45+, CD3+, CD8+             |
| Limfociti B             | CD45+, CD19+ ali CD45+, CD20+ |
| Trombociti              | CD45+, CD61+                  |
| Naravne celice ubijalke | CD16+, CD56+, CD3-            |

Pogosto uporabljena označevalca pripadnosti sta CD4 in CD8, ki na splošno označujeta celice pomagalke oziroma citotoksične celice T. Pri teh celicah se pojavljata skupaj z označevalcem pripadnosti CD3+, saj lahko tudi nekatere druge bele krvničke izražajo CD4 ali CD8 (npr. nekateri makrofagi izražajo v majhni meri CD4, dendritične celice močno izražajo CD8). 
Virus HIV se veže na celice pomagalke, in sicer na označevalec CD4 ter na kemokinski receptor na površini celic, da lahko vstopi v celice. Število celic CD4 in CD8 v krvi je zato pogosto merilo za spremljanje napredovanja okužbe z virusom HIV.